# Comuna de Dobczyce
Dobczyce (polaco: Gmina Dobczyce) é uma gminy (comuna) na Polónia, na voivodia de Pequena Polónia e no condado de Myślenicki. A sede do condado é a cidade de Dobczyce.
De acordo com os censos de 2004, a comuna tem 13 783 habitantes, com uma densidade 206,9 hab/km².

## Área
Estende-se por uma área de 66,63 km², incluindo:
- área agricola: 52%
- área florestal: 23%

## Demografia
Dados de 30 de Junho 2004:
|                      | Total   | Total | Mulheres | Mulheres | Homens  | Homens |
| -------------------- | ------- | ----- | -------- | -------- | ------- | ------ |
|                      | pessoas | %     | pessoas  | %        | pessoas | %      |
| População            | 13 783  | 100   | 6936     | 50,3     | 6847    | 49,7   |
| Densidade (pop./km²) | 206,9   | 100   | 104,1    | 104,1    | 102,8   | 102,8  |

De acordo com dados de 2002, o rendimento médio per capita ascendia a 1298,75 zł.

## Subdivisões
- Bieńkowice, Brzączowice, Brzezowa, Dziekanowice, Kędzierzynka, Kornatka, Niezdów, Nowa Wieś, Rudnik, Sieraków, Skrzynka, Stadniki, Stojowice.

## Comunas vizinhas
- Gdów, Myślenice, Raciechowice, Siepraw, Wieliczka, Wiśniowa